# Чистосердов, Иван Павлович
Иван Павлович Чистосердов (ок. 1820 — ?) — русский врач; статский советник.
Родился около 1820 года. Учился в Санкт-Петербургской медико-хирургической академии и на медицинском факультете Московского университета, курс которого окончил в 1848 году лекарем.
Работал Скопинским городским врачом с 1850 по 1862 год, потом вышел в отставку и впоследствии вновь служил — по Министерству внутренних дел.
Сотрудничал с Московской медицинской газетой, в которой напечатал ряд статей; в их числе: «По поводу статьи Розова „О направлении медицинской деятельности“» (1861); «Из отчетов Скопинского городского врача за 1860 г.» (1861); «Два замечательных случая из судебно-медицинской практики» (1861); «Скопинская городская больница» (1861); «О праве городовых врачей на пенсию» (1862); «Скоропостижная смерть от внешнего насилия» (1862); «Случаи повреждения головы» (1866). Был членом Московского общества русских врачей.